# Stocavo
Lo stocavo o stocavico (štokavski/штокавски o štokavsko narečje/штокавско наречjе) è un dialetto della lingua serbo-croata: rappresenta le fondamenta su cui si basa lo standard della lingua serbo-croata. È diffuso come dialetto maggioritario e lingua letteraria, ed è quindi alla base delle varie standardizzazioni che costituiscono la lingua ufficiale in Croazia, Bosnia ed Erzegovina, Serbia e Montenegro (lingua standard croata, lingua standard bosniaca, lingua standard serba, e lingua standard montenegrina).
Le tre denominazioni (stocavo, ciacavo, caicavo) sono dovute alla forma che assume nei vari dialetti la domanda "Che cosa?": što? (o šta? in Bosnia ed Erzegovina e Serbia), ča?, kaj?.

## Sottoclassificazione

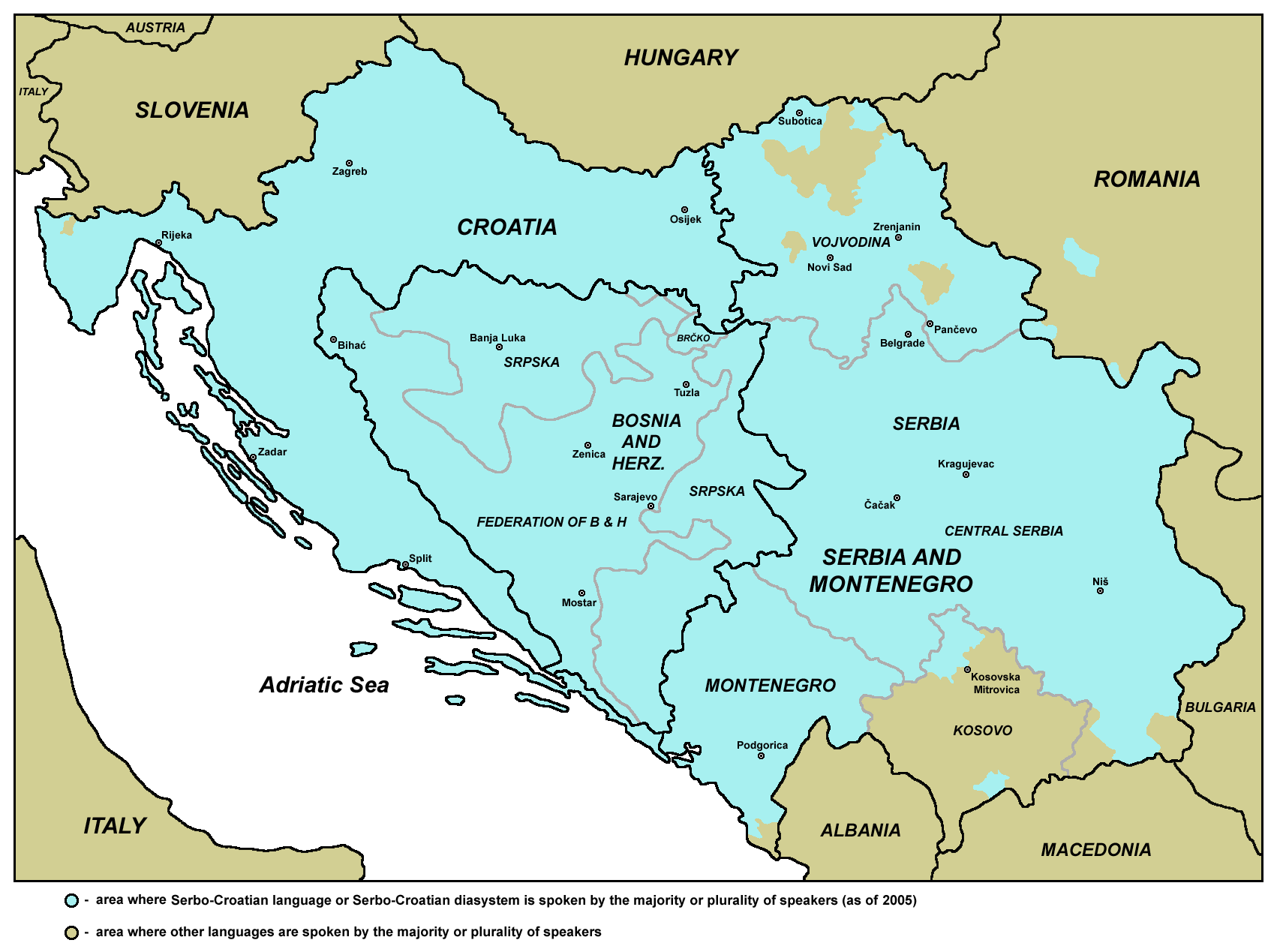
Area linguistica stocava, ovvero territori nei quali la standardizzazione dello stocavo (diversa a seconda dello Stato) costituisce l'idioma ufficiale e maggioritario

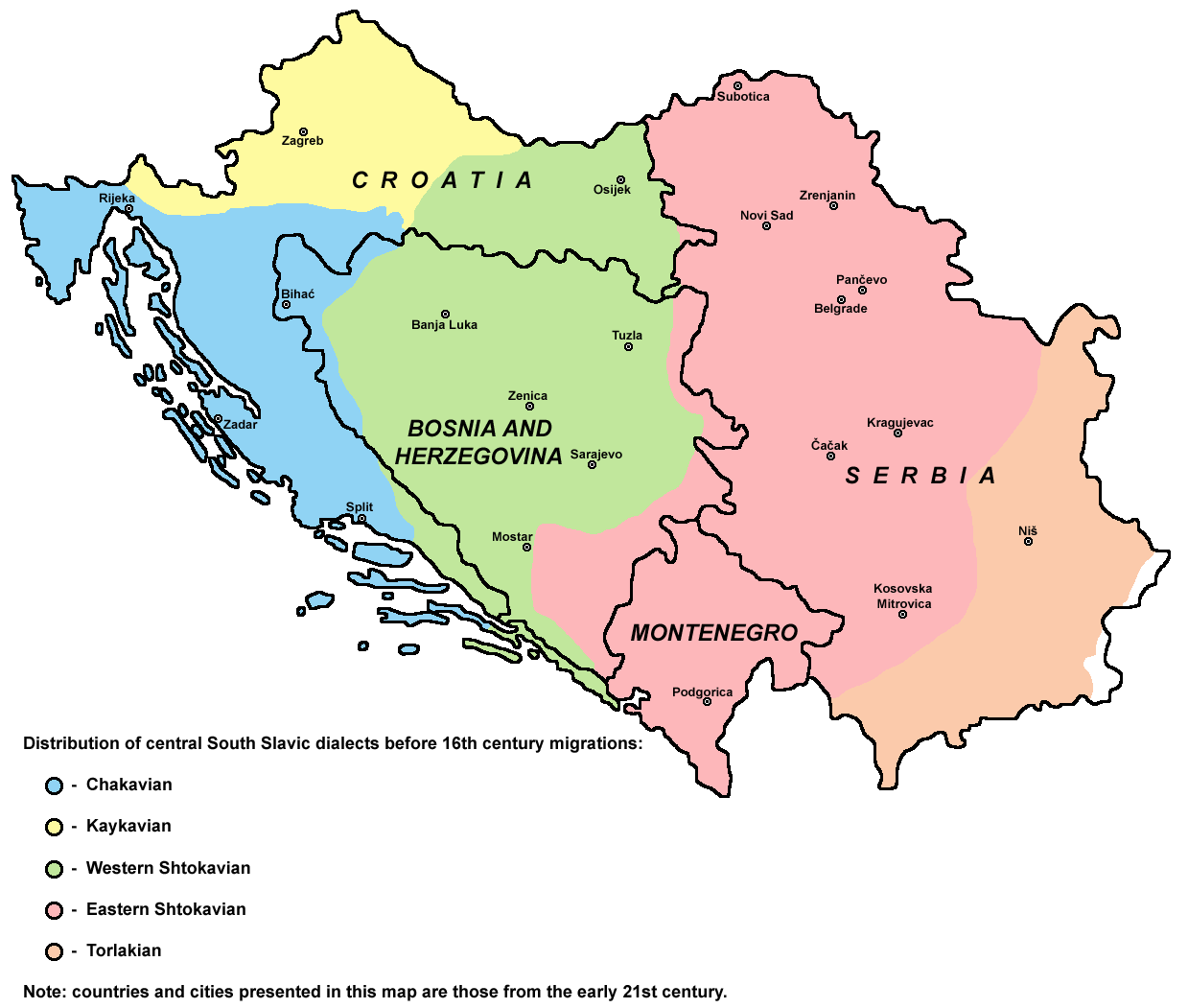
Distribuzione storica delle lingue slave sud-occidentali (sloveno escluso)

Le varianti di questi dialetti vengono generalmente sottoclassificate rispetto alla pronuncia dell'antico slavo ecclesiastico vocale "jat" (ѣ nell'alfabeto cirillico o ě nell'alfabeto latino), che a seconda dei casi si è trasformata in "i" (icavo), "e" (ecavo), "ije" o "je" (iecavo): ad esempio, la parola "bello" può essere scritta e pronunciata come "lipo", "lepo", "lijepo"; la parola "uomo" può essere scritta e pronunciata come "čovik", "čovek", "čovjek".
Nell'alfabeto croato del croato standard "ě" è sempre scritto e pronunciato come "ije" o "je" ("ije" - sillabe lunghe, pronunciato come "ie" o "je", nel passato anche scritto come "ie"; "je" - sillabe brevi, pronunciato e scritto sempre come "je").
Nell'alfabeto cirillico serbo del serbo standard ѣ (ě) è scritto e pronunciato come "e" ecavo (serbo nella Serbia con Vojvodina e Kosovo) o "иje" -
"je" iecavo (serbo nella Bosnia ed Erzegovina, Montenegro e Croazia).
Nel dialetto stocavo della lingua bosniaca e montenegrina, si usa solamente lo iecavo. Nel dialetto stocavo della lingua croata, il più diffuso è lo icavo, seguono iecavo e ecavo. La lingua letteraria ufficiale croata (croato standard) si usa solamente lo iecavo e "ě" è considerato come dittongo vocale scritto come "ije"/"je". Nello stocavo della lingua serba, la variante più diffusa è lo ecavo, oltre allo iecavo.
È la base della lingua letteraria ufficiale del croato, serbo e bosniaco, nonché costituisce de facto anche la cosiddetta lingua montenegrina, denominazione di recente introduzione.
Per la lingua croata, è la base della lingua letteraria ufficiale, con poche caratteristiche di dialetto ciacavo e caicavo.
In termini linguistici si afferma che il dialetto stocavo è un diasistema munito di tre varietà standard costituite appunto dalle tre lingue ufficiali citate (contando la lingua montenegrina, quattro).
È da sottolineare il fatto che le tre varianti standard croata, montenegrina, serba e bosniaca sono fra loro simili (differiscono nella grafia, sintassi, uso di tempi, modi, uso di internazionalismi e altre parole storiche).